# Deadache USA Tour 2008
Deadache Usa Tour es un tour de la banda de Hard rock Lordi, que comenzó el 7 de noviembre de 2008. La gira sólo se realizó por Estados Unidos.
Deadache Usa Tour
- 7 de noviembre - House of Blue, Houston, Texas
- 8 de noviembre - House of Blue, Dallas, Texas
- 9 de noviembre - White Rabbit, San Antonio, Texas
- 12 de noviembre - House of Blue, Las Vegas, Nevada
- 13 de noviembre - House of Blue, San Diego, California
- 16 de noviembre - Glasshouse Music Hall, Pomona, California
- 17 de noviembre - House of Blue, West Hollywood, California
- 20 de noviembre - Gothic Theatre, Englewood, Colorado
- 22 de noviembre - House of Blue, Chicago, Illinois
- 23 de noviembre - House of Blue, Cleveland, Ohio
- 24 de noviembre - The Fillmore (Irving Plaza), Nueva York, Nueva York